# Équipe d'Algérie de football à la Coupe d'Afrique des nations 1988
Cet article relate le parcours de l’Équipe d'Algérie de football lors de la Coupe d'Afrique des nations de football 1988 organisée au Maroc du 13 mars 1988 au 27 mars 1988.

## Effectif
| N° | Pos | Nom                  | Date de naissance | Sélections | Buts | Club               |
| -- | --- | -------------------- | ----------------- | ---------- | ---- | ------------------ |
| 1  | GB  | Nacerdine Drid       | 22 janvier 1957   | 0          | 0    | MC Oran            |
| 16 | GB  | Kamel Kadri          | 19 novembre 1963  | 0          | 0    | MC Alger           |
| 22 | GB  | Layachi Nouri        | 23 septembre 1960 | 0          | 0    | USM El Harrach     |
|    |     |                      |                   |            |      |                    |
| 20 | DF  | Fodil Megharia       | 23 mai 1961       | 0          | 0    | ASO Chlef          |
| 5  | DF  | Abderrazak Belgherbi | 29 octobre 1961   | 0          | 0    | ASO Chlef          |
| 4  | DF  | Ali Benhalima        | 21 janvier 1962   | 0          | 0    | ASM Oran           |
| 15 | DF  | Chaâbane Merzekane   | 8 mars 1959       | 0          | 0    | NA Hussein Dey     |
| 19 | DF  | Mohamed Chaib        | 20 mai 1958       | 0          | 0    | RC Kouba           |
| 3  | DF  | Rachid Maatar        | 27 juin 1959      | 0          | 0    | AS Nancy-Lorraine  |
| 2  | DF  | Mokhtar Kechamli     | 2 novembre 1962   | 0          | 0    | ASM Oran           |
|    |     |                      |                   |            |      |                    |
| 10 | ML  | Lakhdar Belloumi     | 29 décembre 1958  | 0          | 0    | MC Oran            |
| 12 | ML  | Kamel Djahmoune      | 16 juin 1961      | 0          | 0    | MC Alger           |
| 14 | ML  | Hakim Medane         | 5 septembre 1966  |            |      | USM El Harrach     |
| 21 | ML  | Kader Ferhaoui       | 19 mars 1965      | 0          | 0    | Montpellier HSC    |
| 6  | ML  | Mohamed Kaci Said    | 2 mai 1958        | 0          | 0    | RS Kouba           |
| 8  | ML  | Hocine Yahi          | 25 avril 1960     | 0          | 0    | CR Belcourt        |
| 18 | ML  | Abdelouahab Maïche   |                   | 0          | 0    | MC Alger           |
|    | ML  | Benabde              | 29 décembre 1961  | 0          | 0    | MC Oran            |
|    |     |                      |                   |            |      |                    |
| 7  | AT  | Ali Bouafia          | 5 août 1964       | 0          | 0    | Olympique lyonnais |
| 13 | AT  | Chawki Bentayeb      | 1er mai 1962      | 0          | 0    | USM Aïn Beïda      |
| 9  | AT  | Djamel Menad         | 22 juillet 1960   | 0          | 0    | Nîmes Olympique    |
| 17 | AT  | Saïd Meghichi        | 5 février 1961    | 0          | 0    | MC Alger           |

## Phase qualificative

### 2etour
| Équipe 1 | Score | Équipe 2 | Aller | Retour |
| -------- | ----- | -------- | ----- | ------ |
| Algérie  | 2-1   | Tunisie  | 1-0   | 1-1    |

## Phase Finale

### 1ertour

#### Groupe B
| Dimanche 13 mars 1988 | Côte d'Ivoire | 1 – 1 | Algérie      | Stade Mohamed V, Casablanca                         |                                                     |
| 20h                   | A. Traoré 48e |       | 16e Belloumi | Spectateurs : 80 000 Arbitrage : Eganaden Cadressen | Spectateurs : 80 000 Arbitrage : Eganaden Cadressen |
| 20h                   | Rapport       |       |              | Spectateurs : 80 000 Arbitrage : Eganaden Cadressen | Spectateurs : 80 000 Arbitrage : Eganaden Cadressen |

| Mercredi 16 mars 1988 | Maroc           | 1 – 0 | Algérie | Stade Mohamed V, Casablanca                   |                                               |
| 20h                   | El Haddaoui 52e |       |         | Spectateurs : 78 000 Arbitrage : Idrissa Sarr | Spectateurs : 78 000 Arbitrage : Idrissa Sarr |
| 20h                   | Rapport         |       |         | Spectateurs : 78 000 Arbitrage : Idrissa Sarr | Spectateurs : 78 000 Arbitrage : Idrissa Sarr |

| Samedi 19 mars 1988 | Algérie      | 1 – 0 | Zaïre | Stade Mohamed V, Casablanca                           |                                                       |
| 17h                 | Ferhaoui 36e |       |       | Spectateurs : 75 000 Arbitrage : Hugues Joseph Mongbo | Spectateurs : 75 000 Arbitrage : Hugues Joseph Mongbo |
| 17h                 | Rapport      |       |       | Spectateurs : 75 000 Arbitrage : Hugues Joseph Mongbo | Spectateurs : 75 000 Arbitrage : Hugues Joseph Mongbo |

| Place | Pays          | Pts | J | V | N | D | Buts + | Buts - | Diff. |
| 1er   | Maroc         | 4   | 3 | 1 | 2 | 0 | 2      | 1      | +1    |
| 2e    | Algérie       | 3   | 3 | 1 | 1 | 1 | 2      | 2      | 0     |
| 3e    | Côte d'Ivoire | 3   | 3 | 0 | 3 | 0 | 2      | 2      | 0     |
| 4e    | Zaïre         | 2   | 3 | 0 | 2 | 1 | 2      | 3      | -1    |

- L' Algérie qualifiée après tirage au sort.

### Demi-finale
| Mercredi 23 mars 1988 | Nigeria                                                                                                | 1 – 1             | Algérie                                                                                              | Complexe sportif Moulay-Abdallah, Rabat      |                                              |
| 17h                   | Belgherbi 36e (csc)                                                                                    |                   | 86e Maâtar                                                                                           | Spectateurs : 35 000 Arbitrage : Badara Sène | Spectateurs : 35 000 Arbitrage : Badara Sène |
| 17h                   | Rapport                                                                                                |                   | | Spectateurs : 35 000 Arbitrage : Badara Sène | Spectateurs : 35 000 Arbitrage : Badara Sène |
| 17h                   | Eguavoen · Adeshina · Uwe · Sofoluwe · Yekini · Okwaraji · Nwosu · Omokaro · Okafor · Rufai · Eguavoen | Tirs au but 9 – 8 | Belloumi · Belgherbi · Maâtar · Yahi · Menad · Bouafia · Medane · Chaib · Megharia · Drid · Belloumi | Spectateurs : 35 000 Arbitrage : Badara Sène | Spectateurs : 35 000 Arbitrage : Badara Sène |

#### Match pour la3eplace
| Samedi 26 mars 1988 | Maroc                                                           | 1 – 1             | Algérie                                                     | Stade Mohamed V, Casablanca                   |                                               |
| 16h                 | Nader 67e                                                       |                   | 87e Belloumi                                                | Spectateurs : 10 000 Arbitrage : Ally Hafidhi | Spectateurs : 10 000 Arbitrage : Ally Hafidhi |
| 16h                 | Rapport                                                         |                   |                                                             | Spectateurs : 10 000 Arbitrage : Ally Hafidhi | Spectateurs : 10 000 Arbitrage : Ally Hafidhi |
| 16h                 | El Gharef · Benabicha · Ouadani · El Maataoui · Timoumi · Nader | Tirs au but 3 – 4 | Yahi · Djahmoune · Merzekane · Chaib · Megharia · Belgherbi | Spectateurs : 10 000 Arbitrage : Ally Hafidhi | Spectateurs : 10 000 Arbitrage : Ally Hafidhi |

## Podium final
|                            | Cameroun                    |
|                            | Médaille d'or, Afrique      |
| Nigeria                    |                             |
| Médaille d'argent, Afrique | Algérie                     |
| Médaille d'argent, Afrique | Médaille de bronze, Afrique |

## Meilleurs buteurs de l'équipe
- 2 bus
  - Lakhdar Belloumi
- 1 but
  - Rachid Maatar
  - Kader Ferhaoui